# Acacia dulcis
Acacia dulcis é uma espécie de leguminosa do gênero Acacia, pertencente à família Fabaceae.